# 金志珉
金志珉（曾譯為「金智敏」，2000年2月12日—)，童星出道的韓國女演員。2019年JYP娛樂整併旗下演員部門，結束專屬合約。自2020年1月與SM C&C簽約。

## 演出作品

### 電視劇
- 2008年：MBC《甜蜜的人生》飾演 夏娜蕾
- 2009年：MBC《老婆！給我飯》飾演 劉善英
- 2009年：KBS《傳說的故鄉》
- 2011年：SBS《要帥氣的生活》飾演 羅琴成
- 2013年：KBS《蔘生》飾演 奉錦玉[註 1]
- 2013年：MBC《火之女神井兒》飾演 沈火靈[註 2]
- 2014年：EBS《Pluto秘密敢死隊》飾演 姜阿拉
- 2015年：KBS《集結號 Assembly》飾演 陳珠熙
- 2015年：MBC《甜蜜殺氣的家族》飾演 尹秀旼
- 2016年：MBC《好運羅曼史》飾演 沈寶蘿
- 2017年：SBS《超人家族2017》飾演 羅益熙 [2]
- 2017年：MBC《金錢之花》飾演 羅慕嫻[註 3]
- 2018年：tvN《機智牢房生活》客串 金恩秀
- 2018年：JTBC《我的ID是江南美人》飾演 都炅熙（都慶熙）[3]
- 2019年：SBS《初次見面我愛你》飾演 鄭南希
- 2025年：JTBC《協商的技術》飾演 朴恩採

### 網路劇
- 2018年：《Top Management》飾演 朴瑟琪

### 音樂劇
- 2009年：《明成皇后》

### 電影
- 2014年：《德水里5兄弟》（덕수리_5형제）飾演 鄭秀貞
- 2015年：《朝鮮魔術師》飾演 普音[註 4]
- 2018年：《愛後愛》（After Love）飾演 銀紅[註 5]

### 綜藝
- 2019年：youtube《四方旅行》南法篇 - 與女演員朴珪瑛共同演出（JYP Pictures自製旅行真人實境秀）

## 獎項
| 年份   | 頒獎典禮         | 獎項         | 作品             | 結果 |
| ------ | ---------------- | ------------ | ---------------- | ---- |
| 2017年 | 2017 SBS演技大獎 | 青少年演技獎 | 《超人家族2017》 | 獲獎 |

## 備註與參考資料

### 備註
1. ↑  此角色為少年。
2. ↑  此角色為少年。
3. ↑  此角色為少年。
4. ↑  此角色為少年。
5. ↑  此角色為少年。

## 外部連結
- 金志珉的Instagram帳戶
- 金志珉的X（前Twitter）
- 金志珉的Me2day
- NAVER （页面存档备份，存于）
- 經紀公司建立的官方網站 